# Internet in Thailand
In Thailand nutzten 2016 etwa 42,7 % der Bevölkerung das Internet, was unter dem weltweiten Durchschnitt von 51,7 % liegt. Die Top-Level-Domain von Thailand ist .th.

## Zugang
Während 2013 erst 26 % der Einwohner Internet hatten, hatten 2015 schon 35 % der Einwohner einen Zugang. Die Mehrheit dieser 35 % leben in der Metropolregion von Bangkok und im Süden des Landes. Die wenigsten Zugänge gibt es im Nordosten des Landes.